# 릴레이 만화 '야옹'
〈릴레이 만화 '야옹'〉은 〈노근리 이야기〉, 〈꽃〉의 만화가 박건웅이 2008년 5월 31일, 한미 쇠고기 협상 내용에 대한 반대 시위에 참여하던 중, 경찰의 살수차 진압과 전경의 방패로 인한 폭력으로 뇌출혈이 발생한 사건으로 만화가들이 경찰의 불법 진압에 반대하는 성명서를 내고서, 만화가 김태권이 '릴레이 만화' 프로젝트를 준비하였고,
만화전문지 《팝툰》의 에디터 김송은이 참여하였다. 그리고 《한겨레21》의 구둘래 기자가 연재처를 제공하기로 결정하면서, 2008년 6월 9일, 《한겨레21》의 온라인판에 게재되기 시작하였고, 몇몇 만화는 《한겨레21》본지에 실렸다. 《한겨레21》은 연재처만 제공하고, 실제로 게재 순서나 주제를 정하는 것은 만화가들이 자발적으로 정했다.

한편, 릴레이 만화의 연장선상에서 만화가 기선, 김병수, 김정수, 김태권, 김태형, 김홍모, 량선, 마영신, 마인드C, 백재환, 변병준, 손채민, 송태욱, 억수씨, 이경석, 이승민, 이지현, 임소희, 장경섭, 조주희, 최규석, 최선경(선경)과 만화연구가 김낙호 작가가 《씨네21》 657호(2008년 6월 10일)에 《씨네21》과 《팝툰》의 지원을 받고 촛불 집회에 찬성하는 의견광고를 실었다.

## 게재 만화 목록
| 게재 순서 | 만화 제목                              | 만화가       | 게재 일자       | 특이 사항                                |
| --------- | -------------------------------------- | ------------ | --------------- | ---------------------------------------- |
| 1         | 광우병 바이러스                        | 기선         | 2008년 6월 9일  | 《한겨레21》 714호(2008년 6월 17일) 게재 |
| 2         | 촛불의 의미                            | 변병준       | 2008년 6월 10일 |                                          |
| 3         | 당신들의 정체                          | 이지현       | 2008년 6월 11일 |                                          |
| 4         | 당신이 버린 것                         | 이지현       | 2008년 6월 12일 |                                          |
| 5         | 할 수 있으리라고 생각했다              | 억수씨       | 2008년 6월 13일 |                                          |
| 6         | 내가 요즘 웃기는 만화를 못 그리는 이유 | 김태권       | 2008년 6월 16일 | 《한겨레21》 715호(2008년 6월 24일) 게재 |
| 7         | 명박산성                               | 송태욱       | 2008년 6월 17일 |                                          |
| 8         | 무단횡단                               | 송태욱       | 2008년 6월 18일 |                                          |
| 9         | 촛불                                   | 이강산       | 2008년 6월 19일 |                                          |
| 10        | 소님과의 대화                          | 선경(최선경) | 2008년 6월 20일 |                                          |
| 11        | 촛불집회 200% 활용법                   | 최규석       | 2008년 6월 23일 | 《한겨레21》 716호(2008년 7월 1일) 게재  |
| 12        | 달인을 만나다                          | 송태욱       | 2008년 6월 24일 |                                          |
| 13        | 얼마나 더 많은 촛불을...               | 이강산       | 2008년 6월 26일 |                                          |
| 14        | 왜 정부가 국민을 지켜주지 않나요?      | 이지현       | 2008년 6월 27일 |                                          |
| 15        | 아버지 전상서                          | 이경석       | 2008년 6월 30일 | 《한겨레21》 717호(2008년 7월 8일) 게재  |
| 16        | 잃어버린 소                            | 기선         | 2008년 7월 4일  |                                          |
| 17        | 요즘 나는 이래요                       | 마영신       | 2008년 7월 7일  | 《한겨레21》 718호(2008년 7월 15일) 게재 |
| 18        | 쥐불놀이                               | 김병수       | 2008년 7월 14일 | 《한겨레21》 719호(2008년 7월 22일) 게재 |

## 같이 보기
- 2008년 대한민국 미국산 쇠고기 수입 협상 논란
- 한미 쇠고기 협상 내용에 대한 반대 시위
- 광우병 문제
- 한겨레21
- 노무현